# George Antonysamy
George Antonysamy (sinh ngày 15 tháng 2 năm 1952) là một Giám mục người Ấn Độ của Giáo hội Công giáo Rôma. Ông hiện là Tổng Giám mục chính tòa Tổng giáo phận Madras and Mylapore và Phó Chủ tịch Hội đồng Giám mục Ấn Độ (CCBI). Trước đó, ông là một Sứ thần Tòa Thánh, với nhiệm sở tại Guinea, Gambia, Liberia và Sierra Leone.

## Tiểu sử
Tổng giám mục George Antonysamy sinh ngày 15 tháng 2 năm 1952, taị Tiruchy, thuộc Ấn Độ. Sau quá trình tu học dài hạn tại các cơ sở chủng viện theo quy định của Giáo luật, ngày 19 tháng 11 năm 1980, Phó tế Antonysmay, 28 tuổi tiến đến việc được truyền chức linh mục. Tân linh mục cũng là thành viên linh mục đoàn Giáo phận Tiruchirapalli.
Sau 25 năm thi hành cách tác vụ của một linh mục, ngày 4 tháng 8 năm 2005, Tòa Thánh loan báo tin tuyển chọn linh mục George Antonysamy, 53 tuổi, gia nhập Giám mục đoàn Công giáo, với vị trí được trao là Tổng giám mục Hiệu tòa Sulci và các chức danh Sứ thần Tòa Thánh tại các quốc gia như Guinea, Gambia, Liberia và Sierra Leone. Lễ tấn phong cho vị giám mục tân cử được tổ chức sau đó vào ngày 20 tháng 9 cùng năm, với phần nghi thức truyền chức được cử hành cách trọng thể bởi 3 giáo sĩ cấp cao. Chủ phong cho tân Giám mục là Hồng y Ivan Dias Tổng Giám mục Tổng giáo phận Bombay. Hai vị còn lại, với vai trò phụ phong, gồm có Giám mục Antony Devotta, Giám mục Tiruchirapalli và Tổng giám mục Henryk Hoser, S.A.C., Chánh Văn phòng Thánh bộ Loan báo Phúc âm cho các Dân tộc. Tân Giám mục chọn cho mình khẩu hiệu: Lumen fidei.
Sau ba năm giữ vị trí Sứ thần Tòa Thánh tại Guinea, Tổng giám mục Antonysamy từ nhiệm khỏi vị trí này ngày 8 tháng 9 năm 2008. Ngày 21 tháng 11 năm 2012, Tòa Thánh bất ngờ thuyên chuyển Tổng Giám mục Sứ thần Antonysamy làm Tổng Giám mục chính tòa Tổng giáo phận Madras and Mylapore (Meliapor), chấm dứt nhiệm vụ ngoại giao của Giám mục này.
Ngoài các chức vụ do phía Tòa Thánh thông báo bổ nhiệm, tại quê hương, Tổng Giám mục Antonysamy còn đảm nhiệm vai trò Phó Chủ tịch Hội đồng Giám mục Ấn Độ, kể từ khi được bầu chọn vào ngày 6 tháng 2 năm 2017.